# 劳德代尔县 (密西西比州)
勞德代爾縣（英語：Lauderdale County）是美國密西西比州東部的一個縣，東鄰亞拉巴馬州相望。面積1,853平方公里。根據美國2000年人口普查，共有人口78,161人。縣治默爾迪恩 (Meridian)。
成立於1833年11月23日。縣名紀念在新奧爾良之役戰死的詹姆斯·勞德代爾中校。